# Calanques de Piana
Les calanques de Piana (en corse calanche di Piana, au singulier calanca) sont situées sur la côte ouest de la Corse, à Piana, à mi-chemin entre Ajaccio et Calvi, sur la route du bord de mer.

## Géographie

### Géologie
Les calanques de Piana sont une formation géologique de roches plutoniques faisant partie de l'ensemble appelé « Corse cristalline » à roches magmatiques, à l'ouest de la ligne partant de Calvi et rejoignant Solenzara. La traduction de calanche en calanques est malheureuse car il n'y a pas d'analogie entre  le relief de Piana et celui des calanques de Marseille ; l'emploi, en français, du vocable corse est préférable.

### Relief
Les calanques de Piana se présentent sous la forme d'un petit chaînon montagneux en forme de « V » pointé vers la droite aux Roches Bleues, qui démarre au nord au-dessus de l'anse de Dardo situé sur la rive sud du golfe de Porto et se termine au sud au pont de Cavallaghju. Le point culminant s'établit à 698 m. Au milieu se trouve un rocher, dominé par Capu Ghineparu (515 m).
Les calanques sont parcourues par le ruisseau de Dardo (Piazza Moninca en amont) qui nait sous le Capu di u Vitullu (1 311 m). Ses eaux étaient autrefois utilisées pour actionner un moulin au lieu-dit U Mulinu en aval du pont de Cavallaghiu.

### Faits-divers
Le 25 novembre 2021, un rocher de 150 tonnes se décroche de la falaise et fissure une route, l'éboulement ne cause pas de victime, mais le risque de nouvelle chute de pierre n’est pas écarté.

### Accès

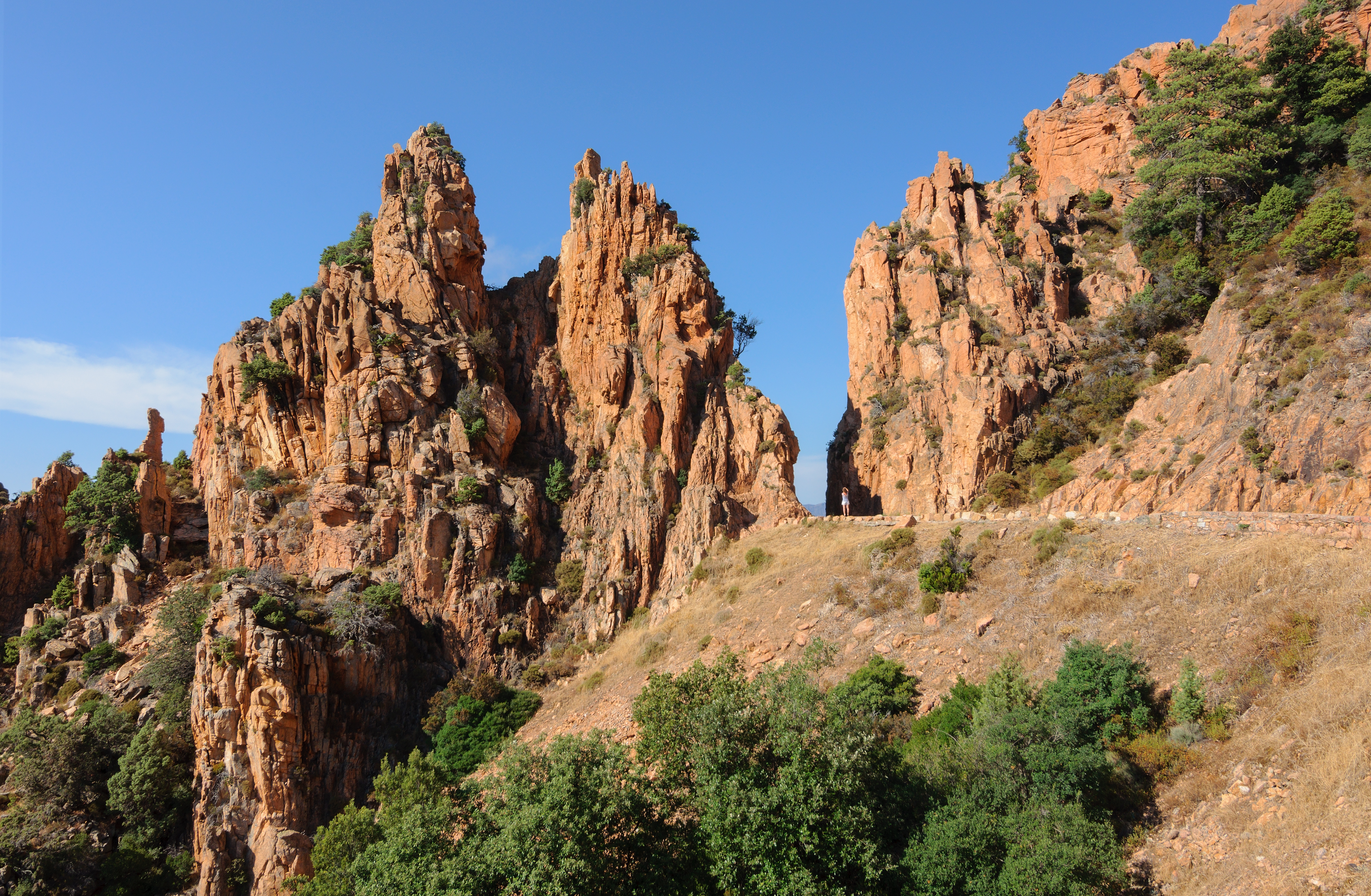
Les calanques traversées par la route D81.

Il n'y a pas d'accès pédestre à la mer, depuis la route, dans les calanques de Piana.

## Patrimoine mondial
Avec le golfe de Porto, le golfe de Girolata et la réserve naturelle de Scandola plus au nord, les calanques de Piana sont inscrites depuis mars 1983 sur la liste du patrimoine mondial.

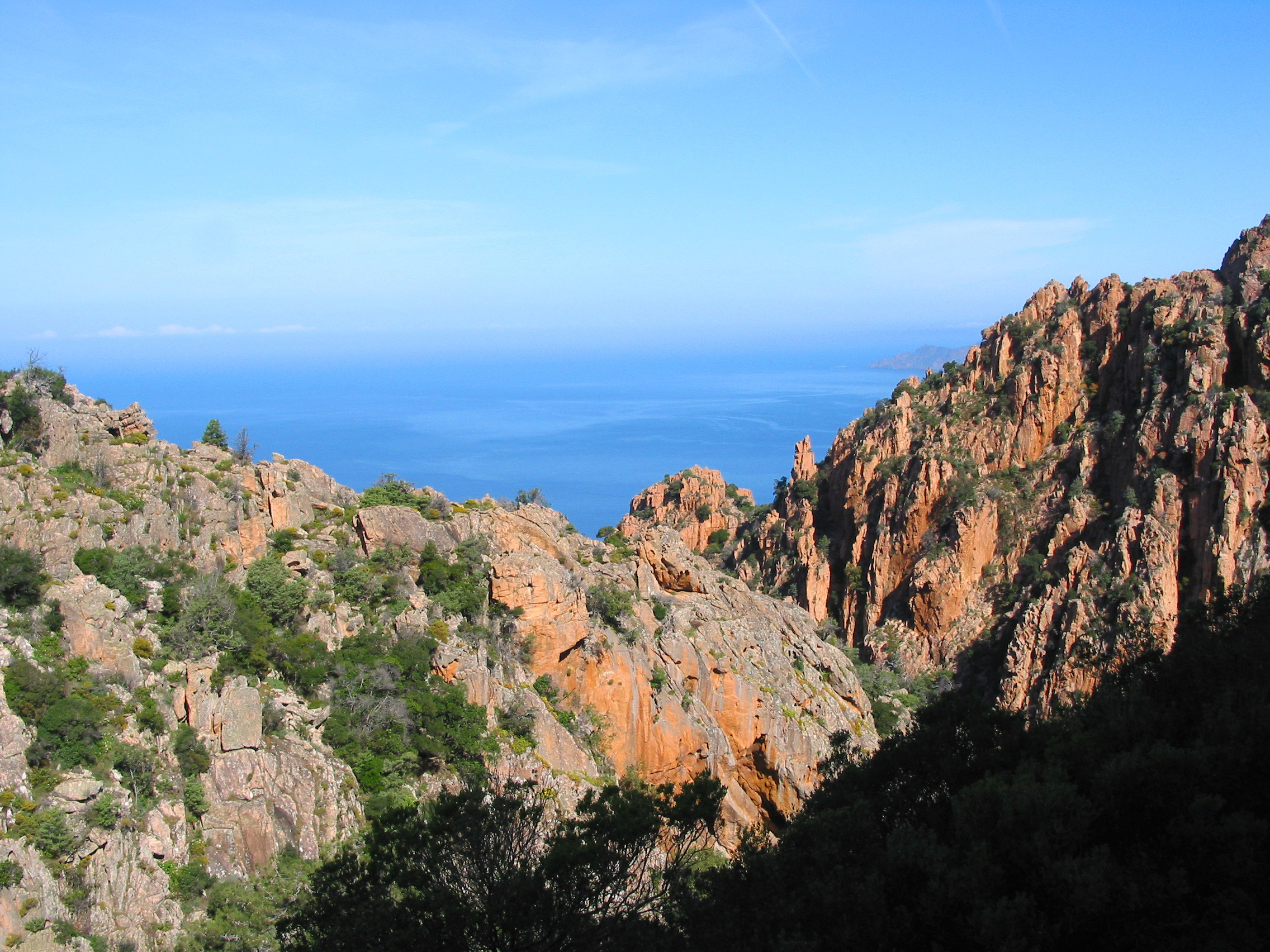
Gorges du Dardo
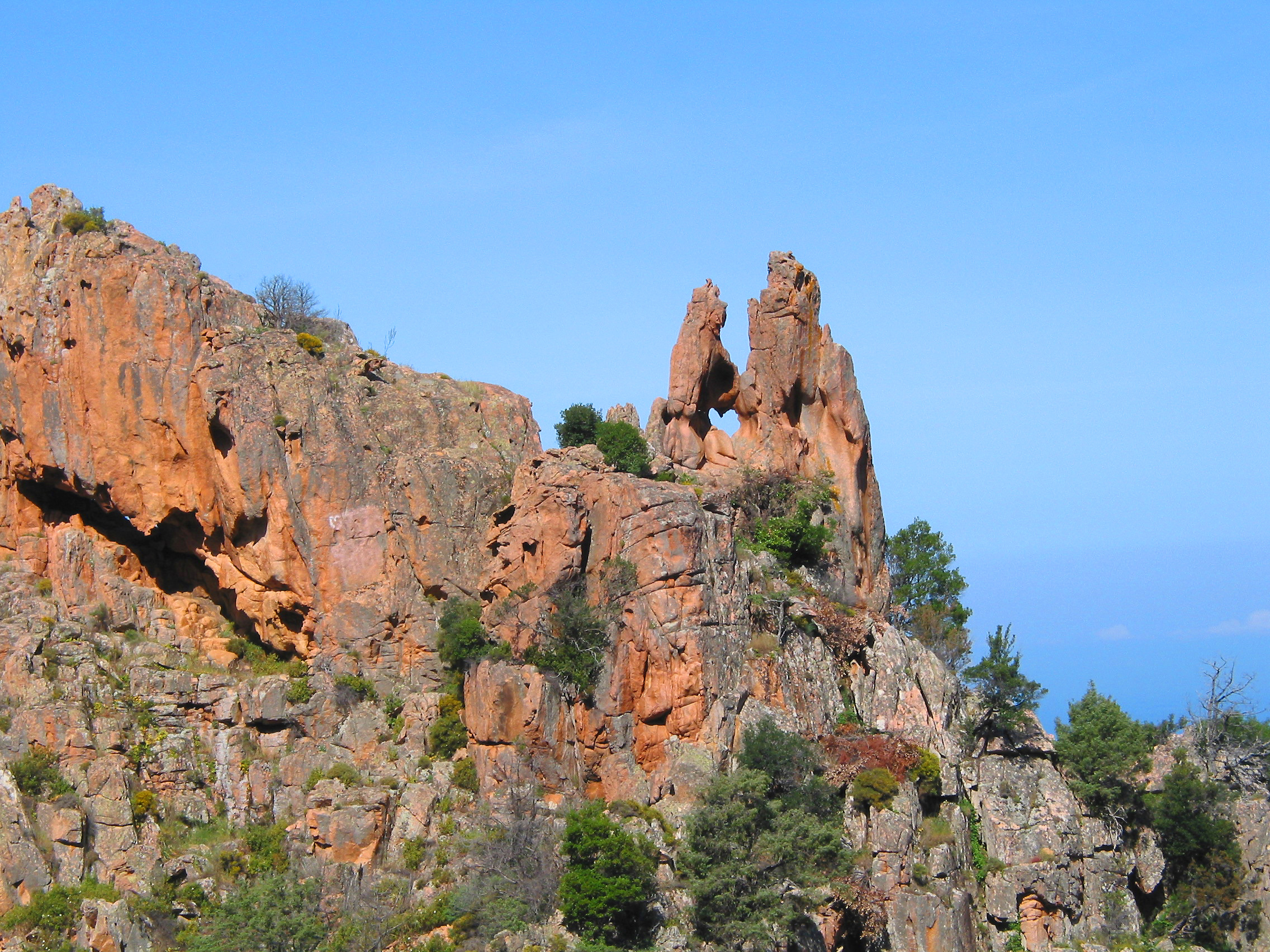
Rocher appelé les amoureux des calanques
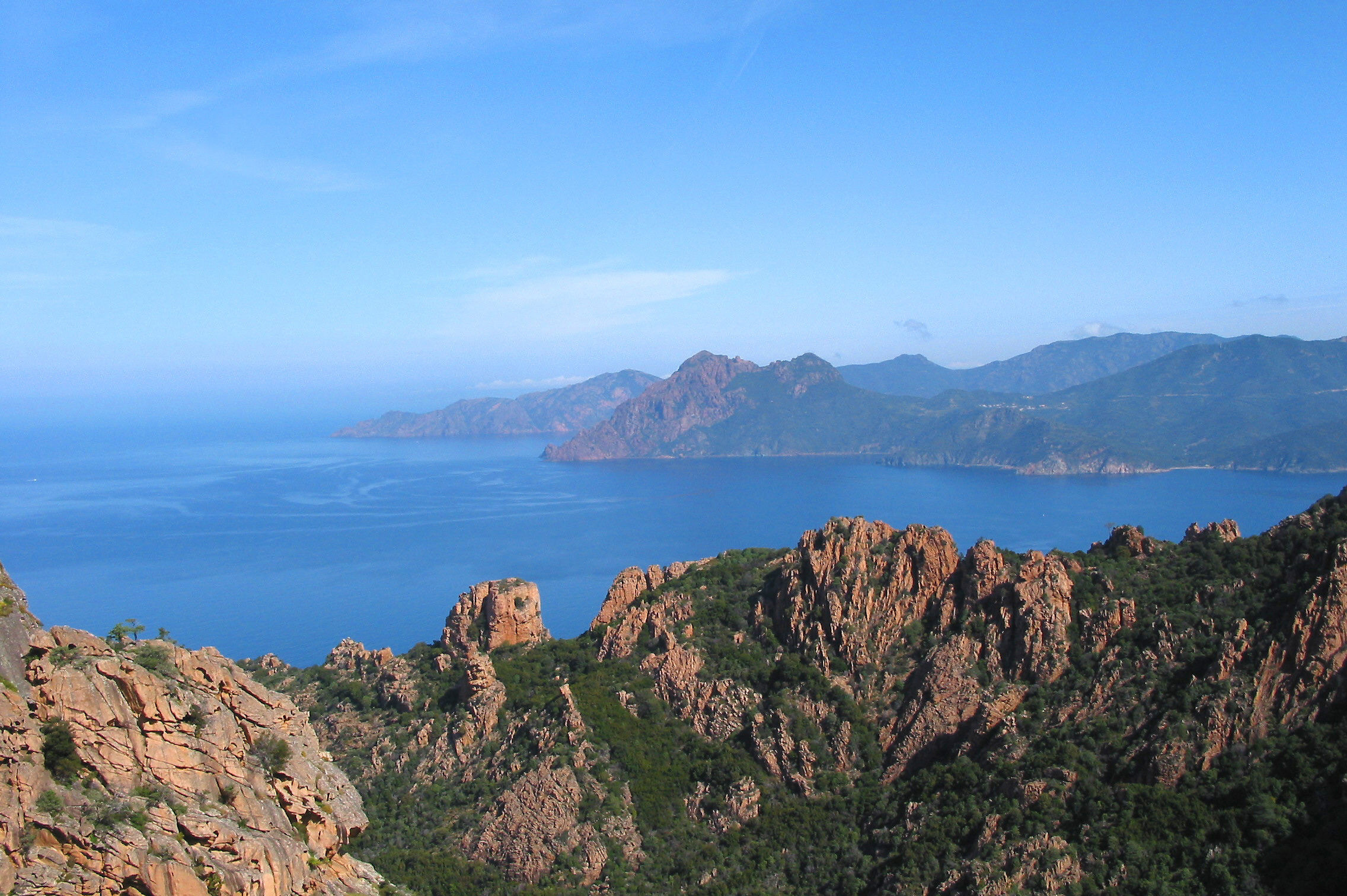
Rocher appelé le château fort
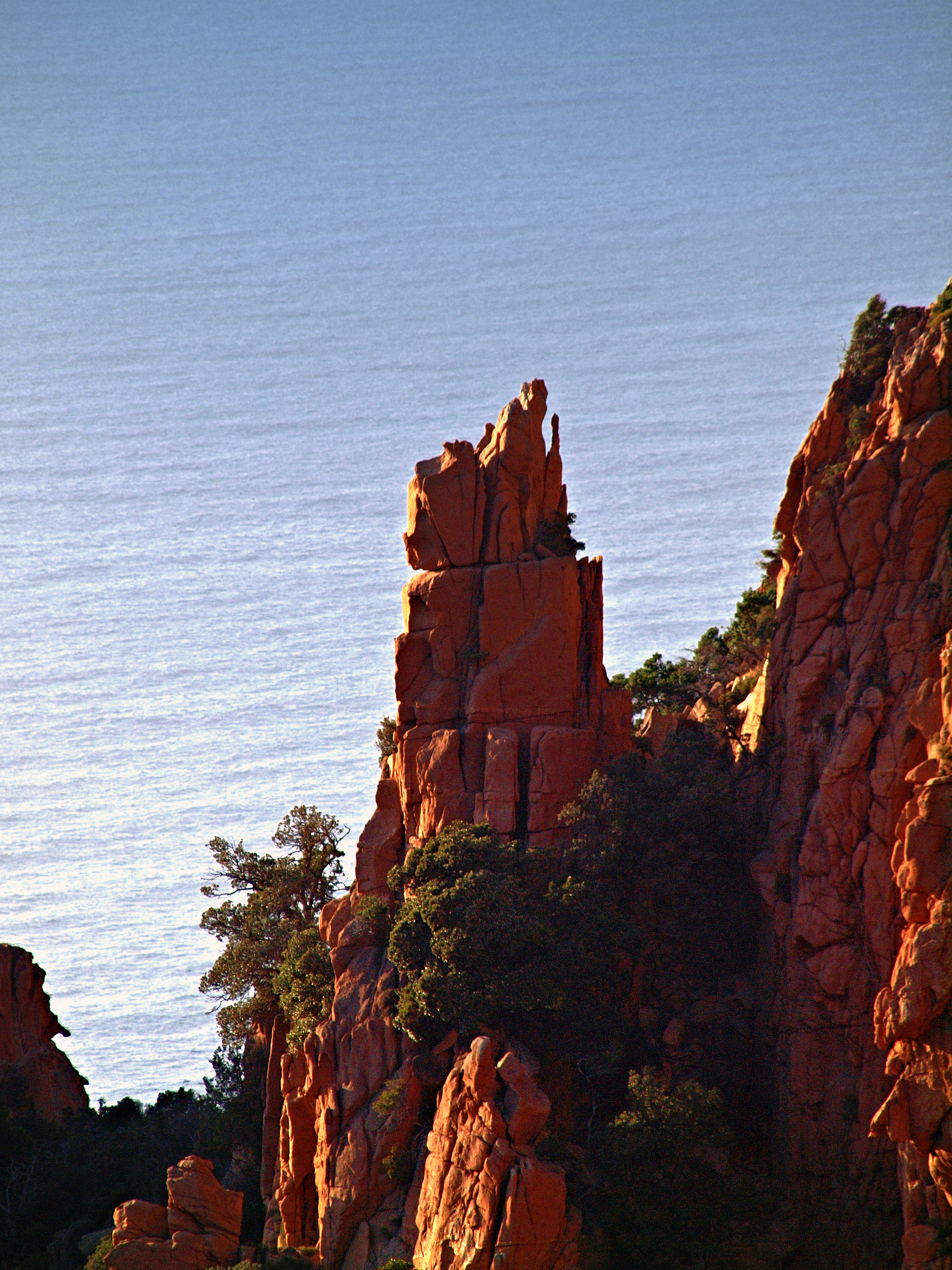
L'évêque ou Le Père
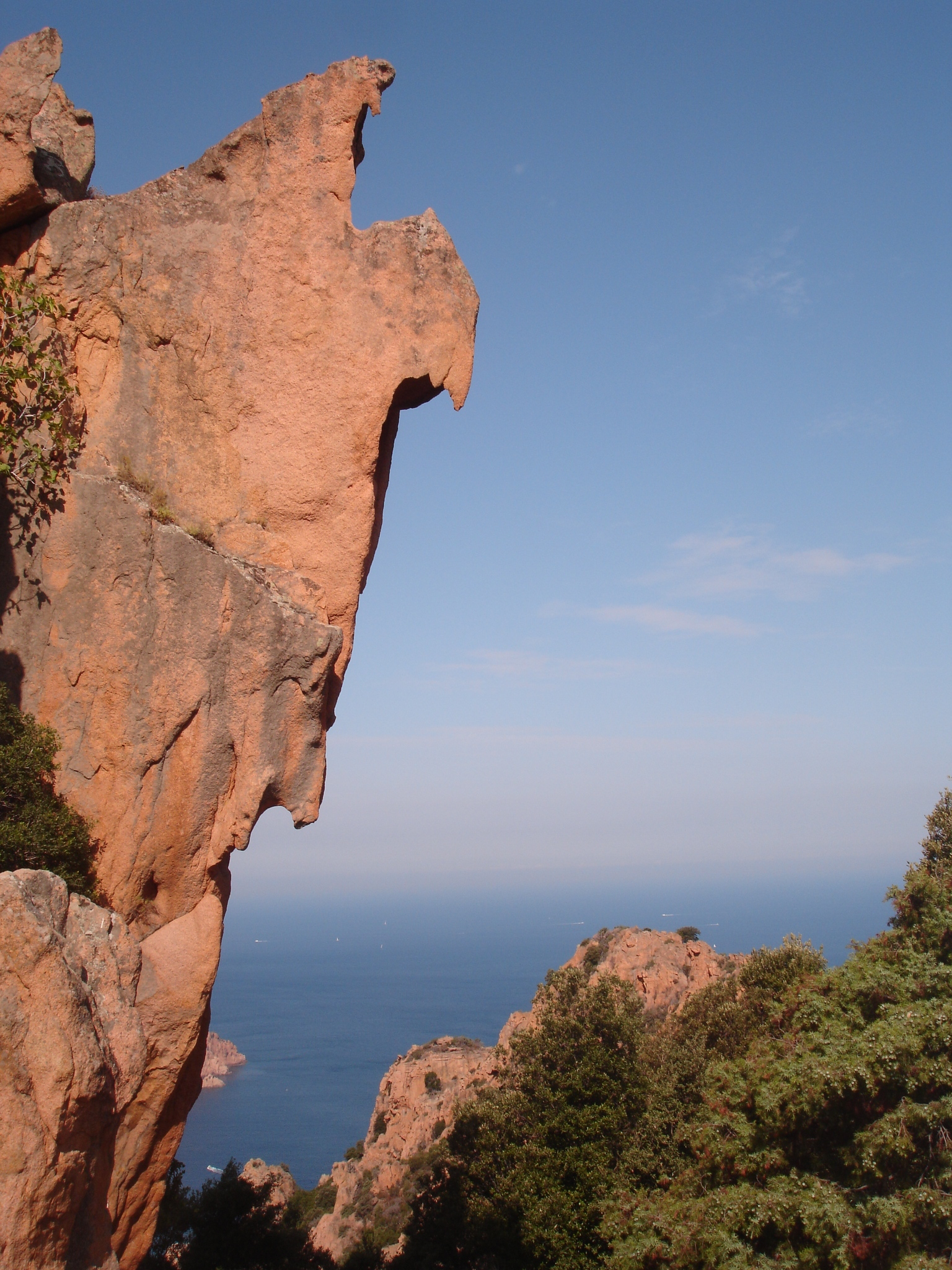
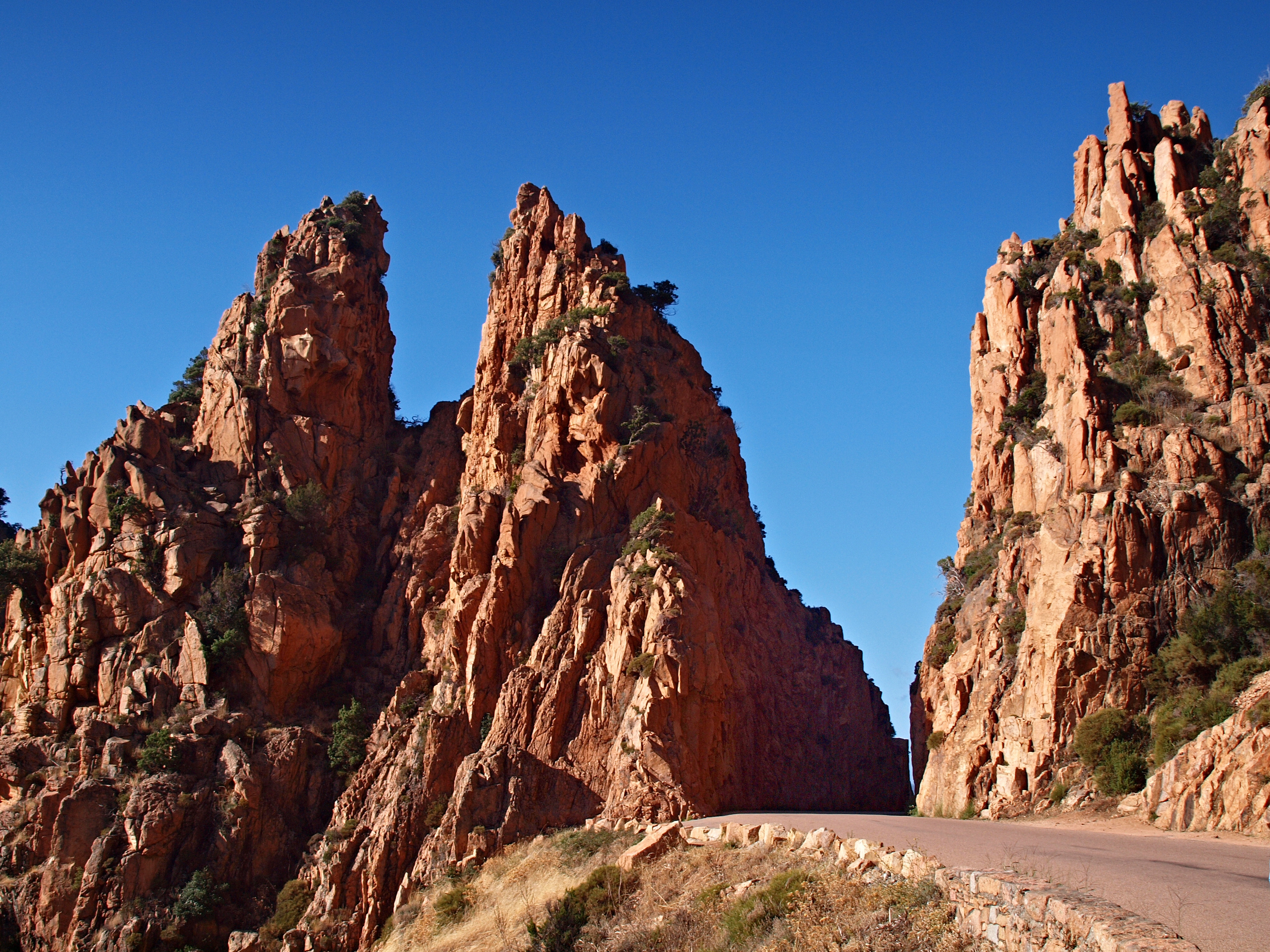
La RD 81 dans la traversée des calanques
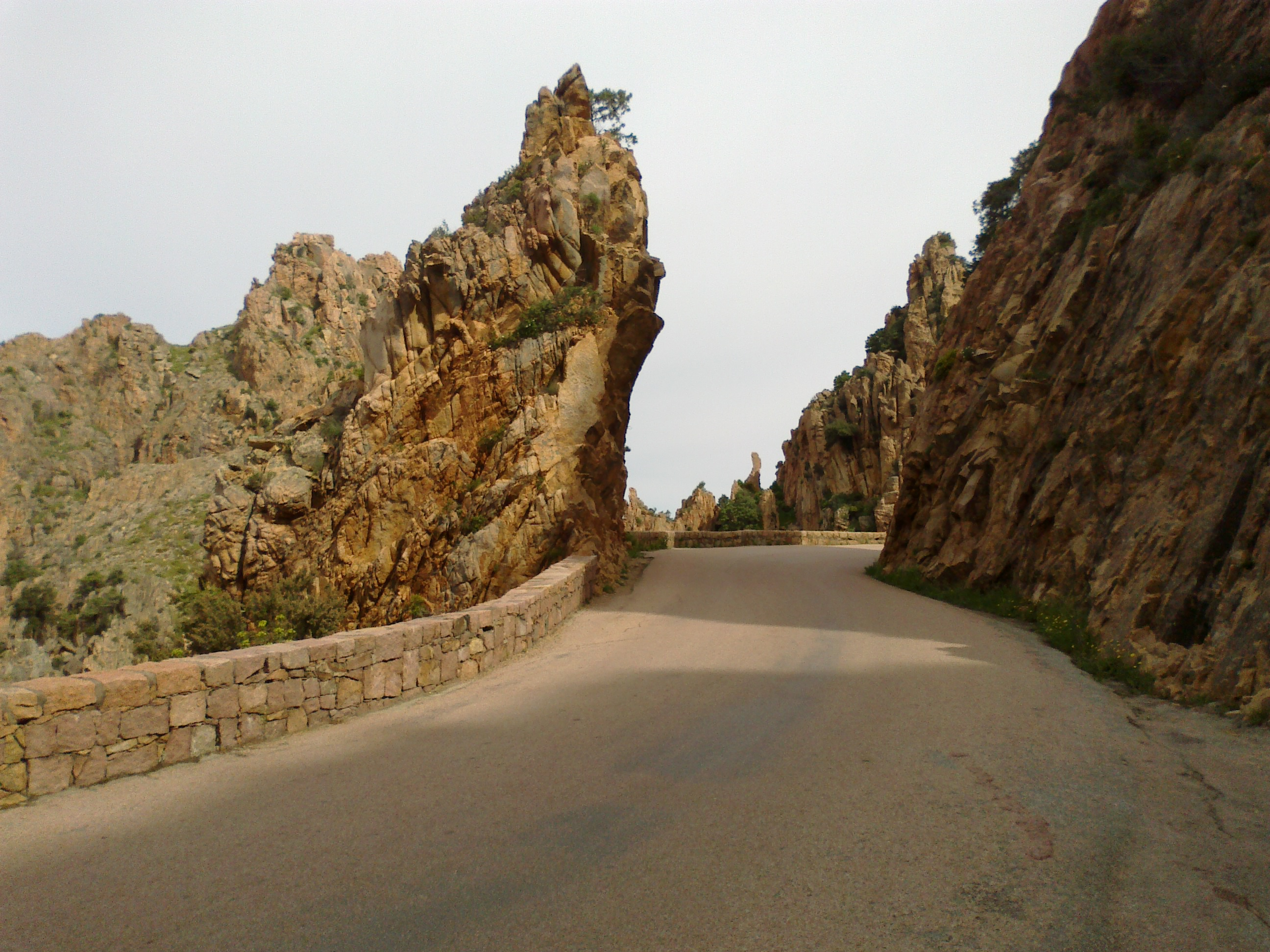
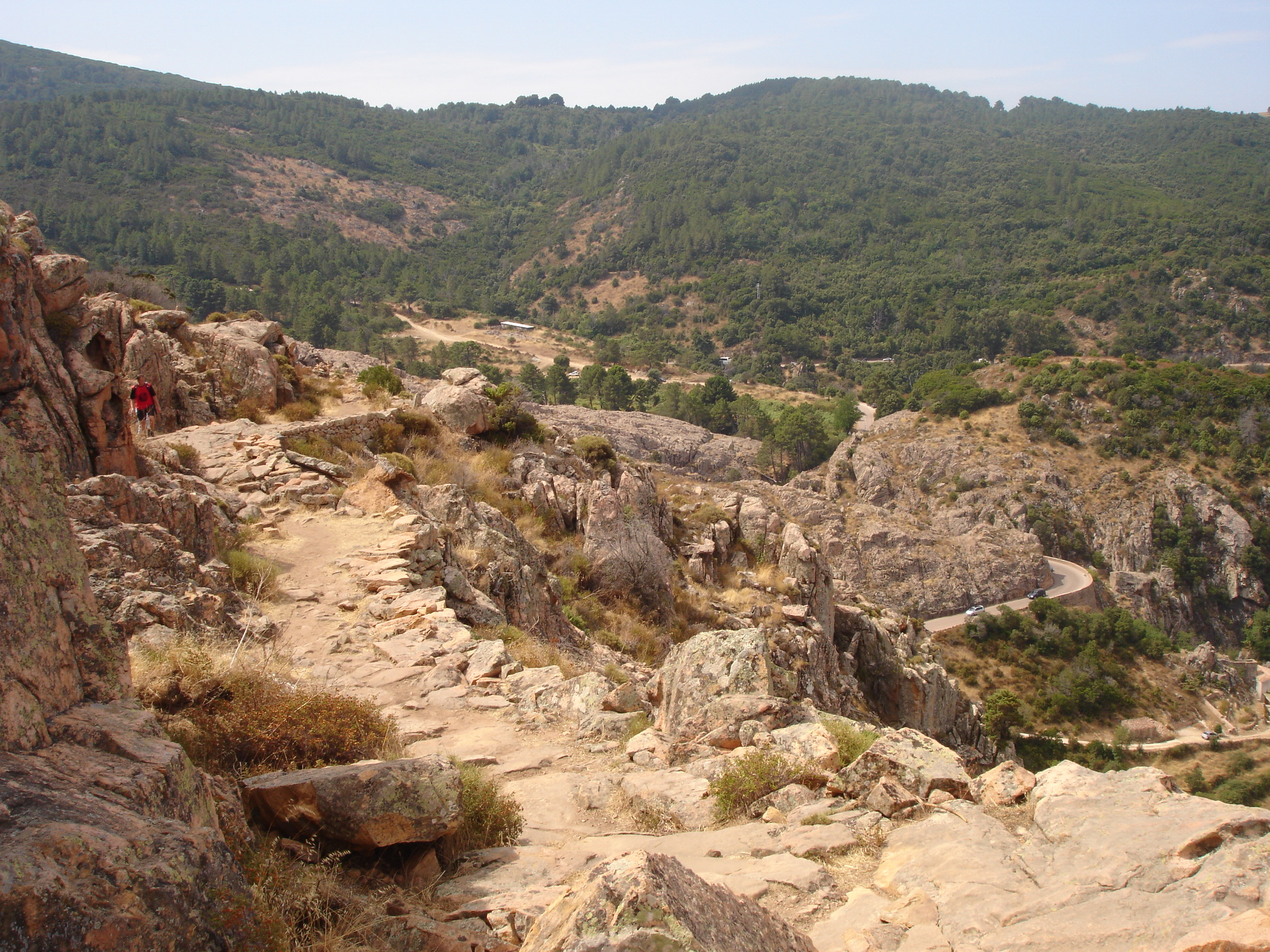
Chemin muletier
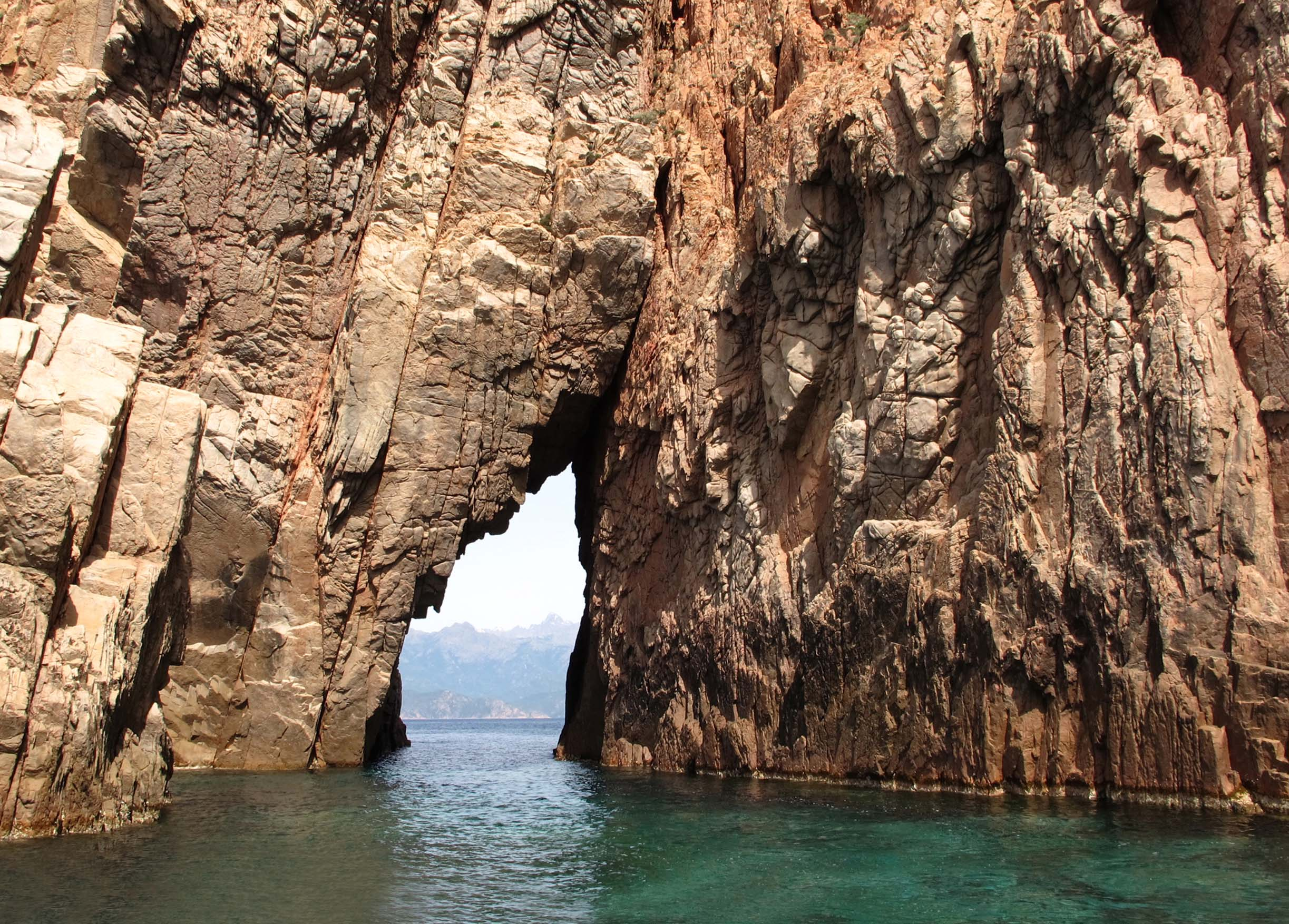
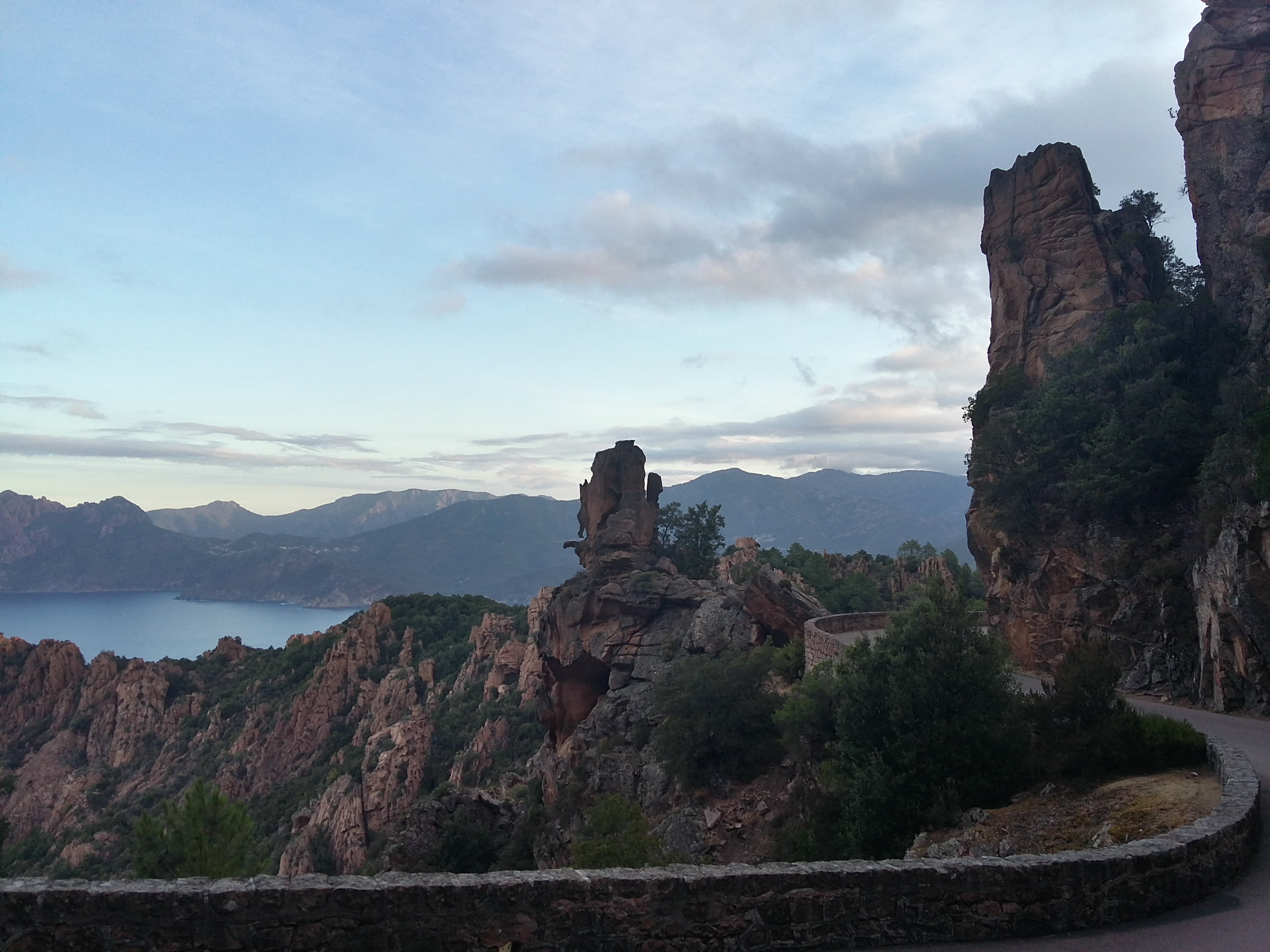

## ZNIEFF
Les calanques de Piana sont une zone naturelle d'intérêt écologique, faunistique et floristique (ZNIEFF) de type I décrite depuis 1985 pour 731 hectares sur les deux communes de Ota et Piana : Znieff 940004136 - Chênaie verte et Calanches de Piana,.

## Citations

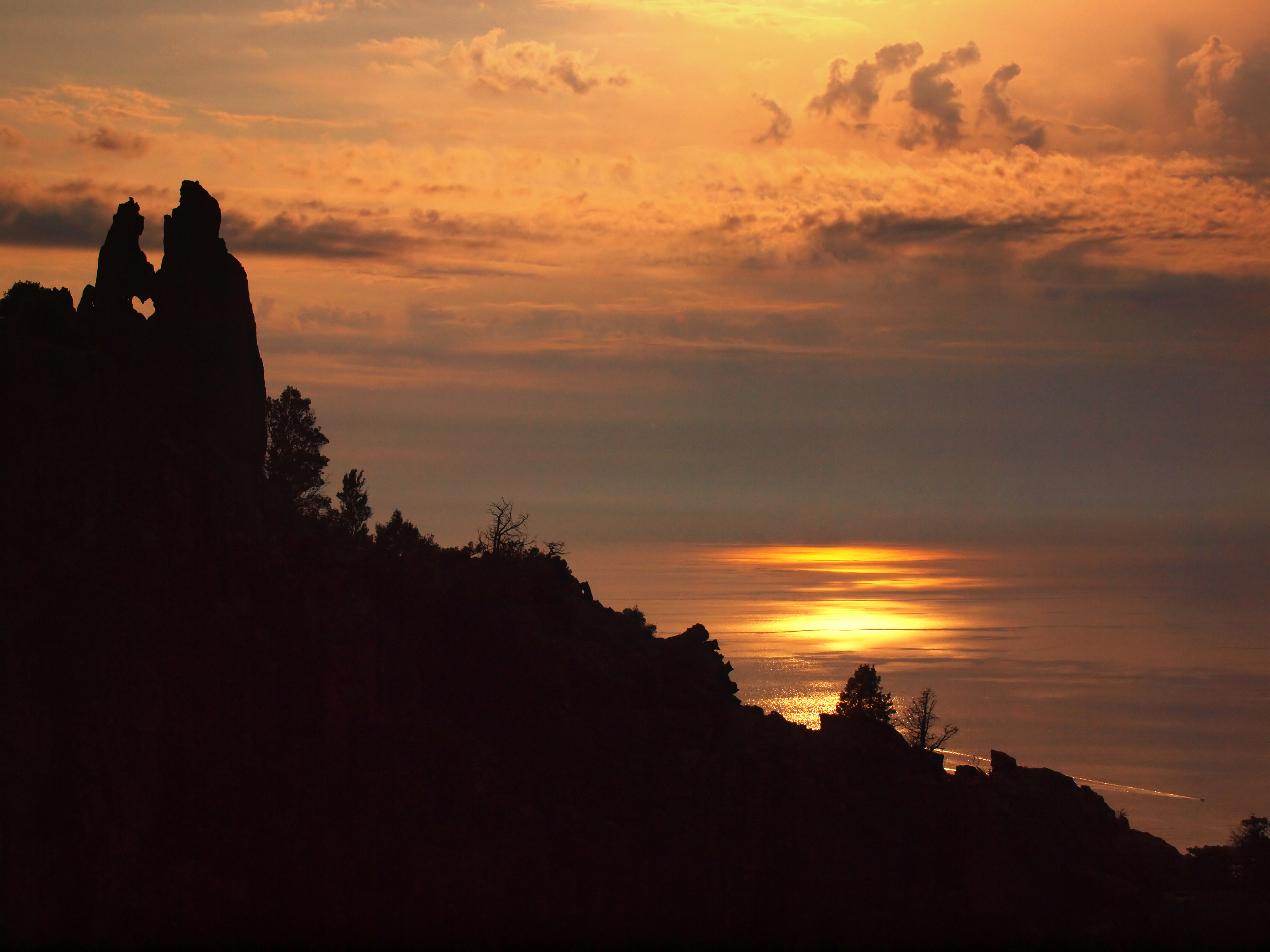
Le « Cœur » dans les calanques de Piana

De Guy de Maupassant in Le monastère de Corbara; il traverse les calanques de Piana après avoir visité Henri Didon au couvent Saint-Dominique de Corbara : 

« À la nuit tombante, j'ai traversé les calanches de Piana. Je m'arrêtai d'abord stupéfait devant ces étonnants rochers de granit rose, hauts de quatre cents mètres, étranges, torturés, courbés, rongés par le temps, sanglants sous les derniers feux du crépuscule et prenant toutes les formes comme un peuple fantastique de contes féeriques, pétrifié par quelque pouvoir surnaturel. J'aperçus alternativement deux moines debout, d'une taille gigantesque ; un évêque assis, crosse en main, mitre en tête ; de prodigieuses figures, un lion accroupi au bord de la route, une femme allaitant son enfant et une tête de diable immense, cornue, grimaçante, gardienne sans doute de cette foule emprisonnée en des corps de pierre. Après le Niolo dont tout le monde, sans doute, n'admirera pas la saisissante et aride solitude, les calanches de Piana sont une des merveilles de la Corse ; on peut dire, je crois, une des merveilles du monde. »

— Guy de Maupassant, Le monastère de Corbara. Texte publié dans Le Gaulois du 5 octobre 1880
Le prince Roland Bonaparte dans la note de son récit de voyage Excursions en Corse édité en 1891, décrit le site ainsi :

« Le golfe de Porto, que l'on découvre ensuite après avoir franchi le petit col de la Croix, est encore beaucoup plus beau… Les rochers noirs alternent avec les granits rouges et donnent un cachet particulier à toute cette région, sans aucun doute, une des plus belles de Corse, pour celui qui n'est pas l'ennemi des couleurs flamboyantes et de la nature sauvage… La route qui suit la côte sud du golfe s'élève assez rapidement à travers une série de ravins aux pentes abruptes et remplies d'une végétation des plus luxuriantes. On dirait des cascades de verdure se précipitant dans le golfe, aux eaux bleues frangées d'écume. C'est le maquis, l'impénétrable maquis, formé de chênes verts, de genévriers, d'arbousiers, de lentisques, d'alaternes, de bruyères, de lauriers-thyms, de myrtes et de buis, que relient entre eux, les mêlant comme des chevelures, les clématites enlaçantes, des fougères monstrueuses, des chèvrefeuilles, des cistes, des romarins, des lavandes, des ronces, jetant sur le dos des monts une inextricable toison. Cette forêt qui cesse au bout d'une heure de montée, est dominée par une arête de rochers curieusement découpés en vastes aiguilles dénudées, s'élevant d'un seul jet au-dessus de cet océan de verdure qui ne se termine qu'au niveau de la mer… La route qui traverse cette région appelée Calanche, s'accroche pour ainsi dire aux parois des rochers ; de grands murs de soutènement ou des ponts la conduisent aux étroites échancrures taillées dans les rochers et qui font communiquer toutes ces étroites vallées tombant dans la mer au milieu d'éboulements de pierres, qui de loin ressemblent à des scories, tellement elles sont boursouflées et remplies de cavités, souvent pleines d'une terre rougeâtre où poussent quelques brins d'herbe. Au moment où nous entrâmes au milieu de cette forêt de granit pourpré, le soleil venait de disparaître derrière la ligne d'horizon… Nous avancions dans un clair-obscur qui faisait ressortir davantage les dentelures des crêtes rocheuses, se projetant sur le fond jaune d'or du ciel qui, au-dessus de nos têtes, passait par toutes les nuances du bleu pour arriver au noir… »

— Prince Roland Bonaparte,  Une excursion en Corse - À compte d’auteur 1891

## Randonnées

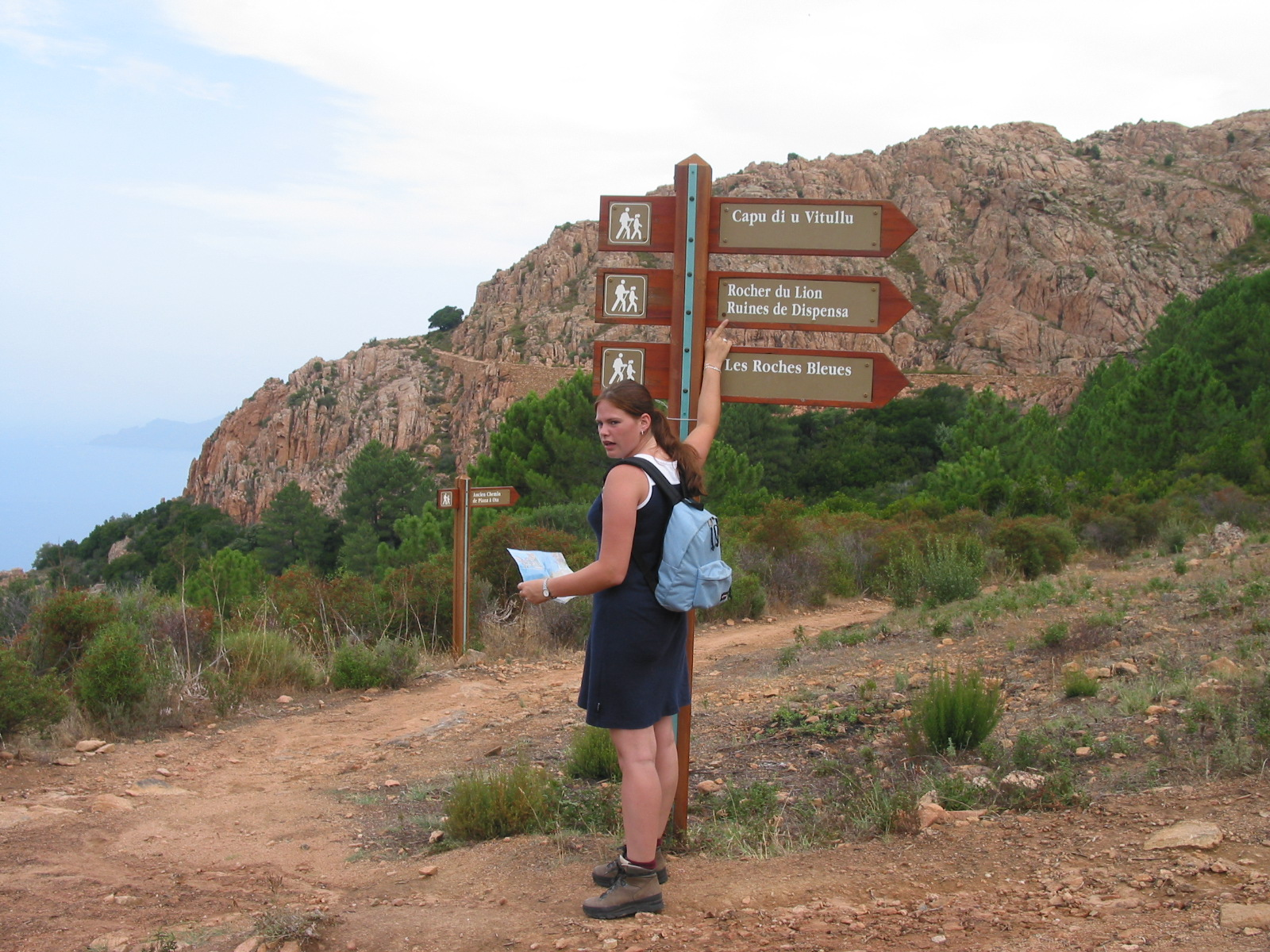
Croisée des sentiers.

Les calanques de Piana sont parcourues par plusieurs sentiers :
- le sentier bas vers le « Château fort » : sentier démarrant de l'« épingle à cheveu » de la route D 81 au lieu-dit « la Tête du Chien » et qui mène au rocher dit « Château Fort » (332 m). Le sentier est une longue descente sinueuse vers le bord des falaises surplombant le golfe de Porto, au milieu d'un chaos de pierres. Ce parcours, d'une durée d'une heure aller, n'est pas d'une grande difficulté mais nécessite des chaussures de marche à cause de la présence constante de pierres chaotiques au sol. La fin du sentier a été décorée de cairns (amoncellement de pierres) par les randonneurs. Certains cairns sont placés sur des rochers dont l'accès nécessite de l'escalade. Le seul retour possible est de rebrousser chemin ;

- le sentier haut : sentier démarrant à moins de 200 m à l'ouest de « la Tête du Chien », près du bar « Les Roches bleues », qui rejoint au sud la D 81 entre le pont de Cavallaghju et le pont de Mezzanu en passant par les Roches Bleues et le culmen des calanques ;

- « l'ancien sentier de Piana à Ota » : sentier partant de l'oratoire Santa Maria situé sur la D 81, peu après le bar des Roches bleues en montant de Porto, au milieu de la traversée des calanques, et qui rejoint le précédent sentier. Il s'agit d'abord d'une très forte montée en escaliers et en zigzag, puis une fois un petit col atteint, c'est une légère descente vers le stade de Piana et le ruisseau du Mezzanu. Il s'agit d'un chemin muletier ancestral soutenu par des murs en pierre sèche, d'une hauteur atteignant parfois plusieurs mètres, et bien pavé de pierres. Ce parcours, d'une durée d'une heure aller, n'est pas d'une grande difficulté mais nécessite des chaussures de marche à cause de la présence constante de pierres au sol. La vue au col est spectaculaire et panoramique : golfe de Porto, pointe de Scandola, vue sur le village de Piana, surplomb de l'ensemble des calanques de Piana.

Le retour peut se faire de trois manières : en tournant à gauche aux trois quarts du parcours vers le bar des Roches bleues (forte côte, puis forte descente), soit par la route en contrebas, soit par un retour sur ses pas.
Les deux derniers sentiers permettent aussi de gagner la forêt territoriale de Piana située à l'est de la commune.